# 格里·汉弗莱斯
格里·汉弗莱斯（英語：Gerry Humphreys，1931年5月11日—2006年12月5日）军官级大英帝国勋章获得者，英国音频工程师。他曾2次提名奥斯卡最佳音响效果奖。1952年至2002年间，他曾参与超过250部电影的制作。汉弗莱斯于1995年新年授勋仪式，被授予军官级大英帝国勋章。

## 部分影视作品
- 甘地传 (1982)[2]
- 歌舞线上（英语：A Chorus Line (film)） (1985)[3]